# Paulus Potter
Paulus Potter (pokřtěn 20. listopadu 1625 Enkhuizen - 17. ledna 1654 Amsterdam) byl nizozemský malíř, který se specializoval na malbu zvířat a krajiny.

## Život
Krátký život malíře není dokonale zmapován. Narodil se v rodině malíře Pietra Pottera v Enkhuizenu, v roce 1628 se rodina přestěhovala do Leidenu a v roce 1631 do Amsterodamu; zde Paulus studoval malířství u svého otce. Byl členem gildy sv. Lukáše v Delft, později, v roce 1649, se usadil v Haagu, kde se stal členem místní gildy umělců. V roce 1652 se oženil s Adriane Beacon Eynde a byl uveden mezi holandskou elitu. Po sporu se současnými malíři a Amálií z Solms-Braunfels, členkou vládnoucí rodiny (manželka místodržitele Frederika Hendrika Oranžského, matka jeho nástupce Viléma II. Oranžského), se vrátil do Amsterodamu. Pozval ho jeho zastánce a obdivovatel, amsterodamský purkmistr, významný lékař Nicolaes Tulp, na kterého zapůsobil svým civilizovaným chováním a zdvořilostí; Potter maloval portrét jeho syna Dircka Tupla.

## Dílo

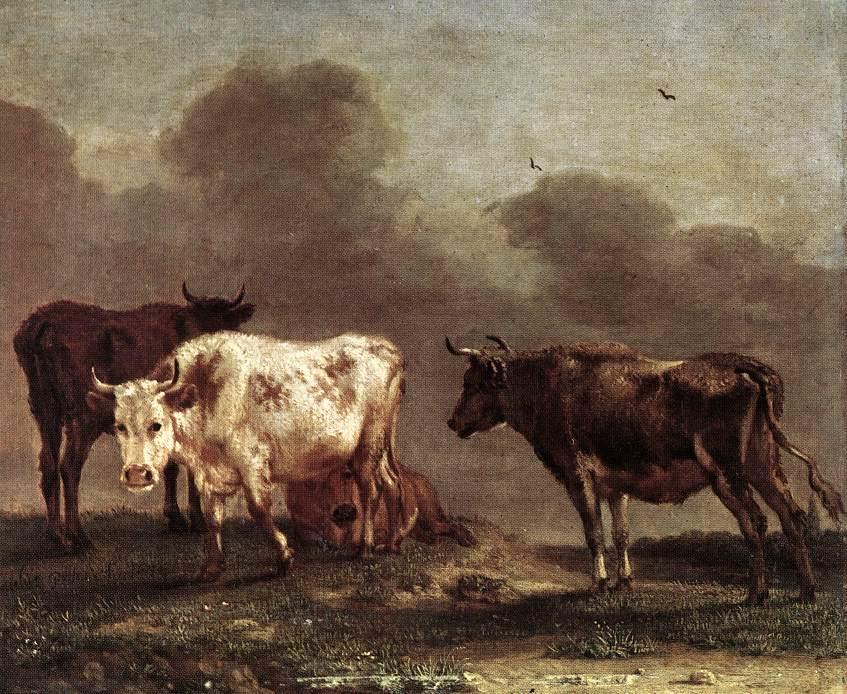
Krávy na louce

Potter je znám především jako malíř zvířat (krav, ovcí, koní i psů), zakomponovaných do krajiny nikoli jako podružný, dekorační prvek, ale jako ústřední motiv obrazu. Jeho práce se vyznačují fotografickou důkladností a perfektní perspektivou, důrazem na detail a realistické ztvárnění. Malíř měl v oblibě jasné barvy, velkou roli na jeho obrazech hrálo světlo. Jeho tvorba měla vliv na nastupující generaci malířů krajinářů 19. století; je považován za průkopníka romantismu.
Soustavnou prací se mu podařilo v krátkém čase vytvořit stovky maleb. Jeho nejznámější dílo s názvem Býk je umístěno v Mauritshuis v Haagu; zde a v pařížském Louvru jsou uloženy největší sbírky jeho děl, řadou se může chlubit Wallace Collection v Londýně, nejlepší exempláře chová Rijksmuseum v Amsterodamu.
Zemřel předčasně, ve věku 28 let, roku 1654 na tuberkulózu.